# Elze
Elze er en by og kommune i det centrale Tyskland med 8.973 indbyggere (31/12/2021), hørende under Landkreis Hildesheim i den sydlige del af delstaten Niedersachsen. Den ligger ved floden Leine, omkring 15 km fra Hildesheim.

## Geografi
Byen ligger vest for Hildesheim ved nordranden af det Niedersächsisches Bergland med udsigt over den Nordtyske Slette, til Schloss Marienburg og Klosterkirche Wittenburg.

### Inddeling
I kommunen findes følgende bydele og landsbyer: (indb. pr. 31. december 2009):
- Esbeck, 439 indb.
- Mehle, 1.087 indb.
- Sehlde, 479 indb.
- Sorsum, 259 indb.
- Wittenburg, 108 indb.
- Wülfingen, 808 indb.

## Notable indbyggere
- Philipp Furtwängler, matematiker, født 21 april 1869 i Elze, død 19. maj 1940 i Wien
- Johann Heinrich Louis Krüger, matematiker, født 21. september 1857 i Elze, død 1. juni 1923 også i Elze.